# سيرجي ستاخوفسكي
سيرجي ستاخوفسكي (بالأوكرانية: Сергій Едуардович Стаховський) (ولد في 6 يناير 1986، في كييف، أوكرانيا، الاتحاد السوفيتي). هو لاعب كرة مضرب محترف.
وصل ستاخوفسكي إلى التصنيف العالمي العالي في مسيرته المهنية رقم 28 في الفردي ورقم 32 في الزوجي في عام 2003. في عام 2004، حقق أفضل نتيجة له للناشئين، حيث خسر في نهائي بطولة الولايات المتحدة المفتوحة أمام آندي موراي، بفوزه على دونالد يونغ في الجولة الأولى.
في عام 2002 ، فاز على نوفاك ديوكوفيتش في الدور ربع النهائي من لوكسمبورغ ، قبل أن يخسر أمام دودي سيلا في النهائي.

## دفاعه عن وطنه
أكد ستاخوفسكي الذي كان احتل المرتبة 31 في التصنيف العالمي للاعبين المحترفين بعد أن هزم السويسري روجيه فيدرر على ملعب ويمبلدون الرئيسي، انه بمجرد أن يساعد زوجته وطفله في الوصول إلى بر الأمان في المجر، سيكون سعيداً لتلبية نداء وطنه لحمل السلاح.
وصرّح بالطبع، سأقاتل؛ هذا هو السبب الوحيد الذي أحاول العودة إلى أوكرانيا. وأضاف «لقد سجلت في قوات الاحتياط الأسبوع الماضي. ليس لديّ خبرة عسكرية ولكن لديّ خبرة في السلاح الفردي» وهو مستعد لمحاربة الغزو الروسي.